# SH3-domän
SH3-domänen eller Src homology 3 domain efter det ursprungliga proteinet där domänen upptäcktes, är en domän som SH3-domänbindande proteiner kan binda in till. Domänen utgörs av en konsensussekvens som innehåller mycket av aminosyran prolin.
SH3-domänen uttrycks bland annat på proteiner involverade i signaltransduktionsvägar av olika slag.